# Tommy Emmanuel
Tommy Emmanuel (født 31. maj 1955 i Muswellbrook, New South Wales) er en australsk guitarist og multikunstner.
Han er født og opvokset i Australien, og allerede som 6 årig optrådte han professionelt på guitar, og turnerede overalt i Australien med sine søskende, der alle blev betragtet som musikalske vidunderbørn.
Et af Tommys største idoler var Chet Atkins, og mange år senere vendte billedet da Chet Atkins udtrykte sin udelte begejstring over den talentfulde australier. Chet Atkins tildelte i 1999 Tommy den ultimative award, nemlig "Certified Guitar Player", som kun er givet til to andre guitarister, nemlig Jerry Reed og John Knowles. Sammen nåede Chet Atkins og Tommy Emmanuel at indspille albummet "The Day the Finger Pickers Took Over the World", der samtidig blev Chet Atkins sidste indspilning inden hans død i 2001.
Tommy Emmanuel har gennem årene optrådt med navne som: Chet Atkins, Eric Clapton, Sir George Martin, Hank Marvin, Joe Walsh, Stevie Wonder, Nokie Edwards, Les Paul, Keith Urban, the Lexington, Philharmonic, Dortmunds Symfoniorkester og Western Symphony Orchestra.
Han har modtaget en lang række awards, samt adskille platin- og guldplader, både i USA og Australien, og turnerer konstant over hele kloden for udsolgte huse.
Han var senest i Danmark den 25. og 26. marts 2015, hvor han spillede i Musikkens Hus i Aalborg og DR Koncerthuset i København.

## Diskografi
- 1979 From Out Of Nowhere
- 1987 Up From Down Under
- 1990 Dare to Be Different
- 1992 Determination
- 1993 The Journey
- 1993 The Journey Continues
- 1994 Back On Azubazi
- 1995 Initiation
- 1995 Terra Firma (med Phil Emmanuel)
- 1995 Classical Gas
- 1996 Can't Get Enough
- 1997 Midnight Drive (Amerikanske udgivelse af Can't Get Enough)
- 1997 The Day Finger Pickers Took Over The World (med Chet Atkins)
- 1998 Collaboration
- 2000 Only
- 2001 Greatest Hits
- 2004 Endless Road
- 2005 Live One
- 2006 Happy Hour (med Jim Nichols)
- 2006 The Mystery
- 2008 Center Stage
- 2010 Little by Little